# 麻竹
麻竹（学名：Dendrocalamus latiflorus），別名大綠竹、巨麻竹、巨竹、甜竹、瓦坭竹、吊絲麻、正坭竹，为禾本科牡竹属的一种，分布於中國華南地區、緬甸和台灣，屬於叢生型竹類。

## 形态
本种桿高可達20~30公尺，徑達30公分，節間可長至60公分，節上分枝3枝以上，基部枝節通常具氣根，竹葉約為7~8片簇生，壽命可達60年。
麻竹質地柔軟肉厚，只有節較硬，不易劈裂且甜份高，容易生蟲，所以又叫甜竹，其筍可供食用，出筍期以6~8月的夏季為主，主要製成筍乾或桶筍。竹稈亦可供於建築加工及造紙、竹編，是台灣早期的重要經濟作物之一。